# Jardim Farol

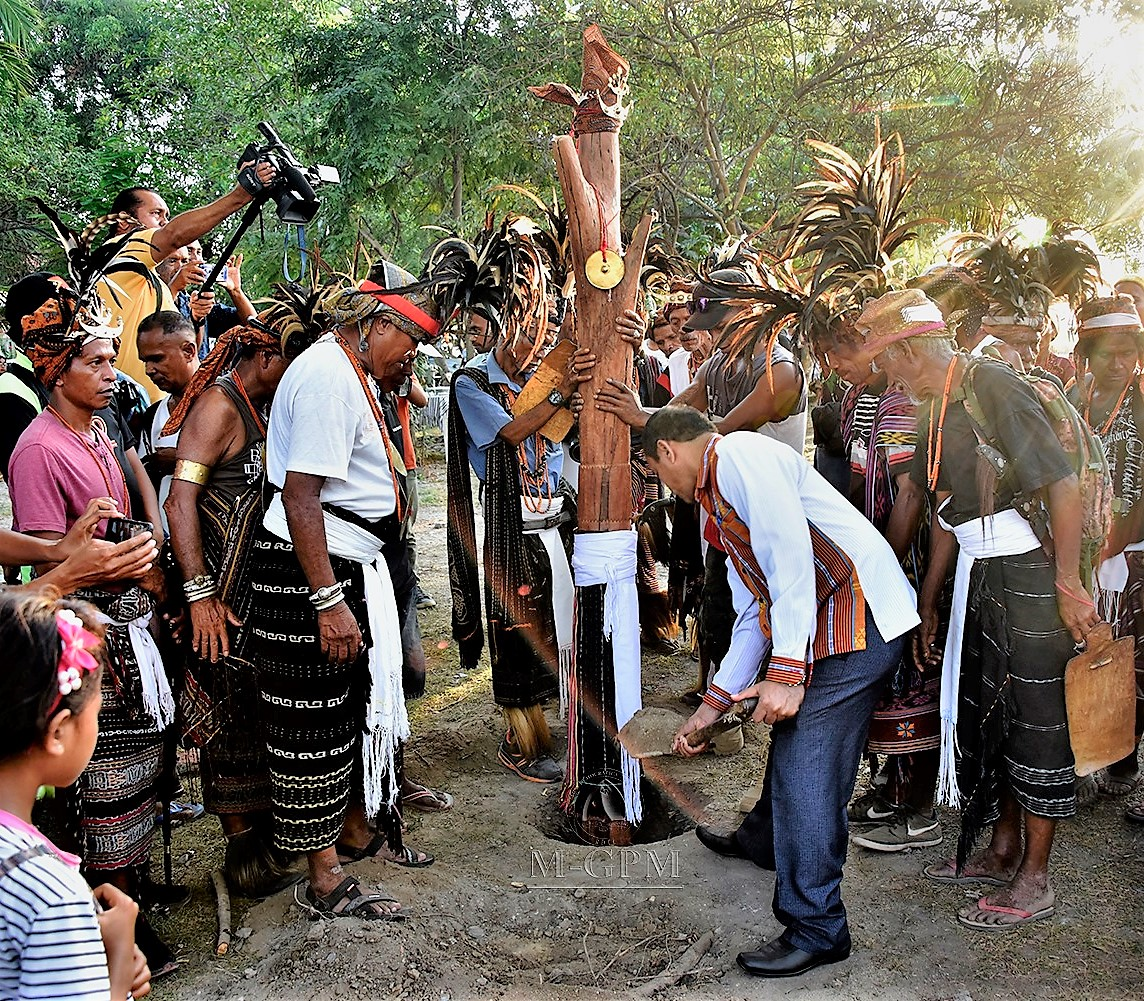
Zeremonielles Aufstellen eines Ai To’os im Jardim Farol in Dili (2019)

Der Jardim Farol (deutsch Leuchtturmgarten) ist eine Parkanlage in der osttimoresischen Landeshauptstadt Dili. Er liegt im Stadtteil Aitarak (Suco Motael), nordwestlich des Zentrums, nahe dem Leuchtturm von Motael. Nördlich liegt zwischen Park und Küste der Bucht von Dili die Avenida de Portugal, östlich die Rua dos Direitos Humanos, südlich die Travessa Sérgio Vieira de Mello und westlich die Rua de Palapaço und der Fluss Maloa. 
Das im Park 1952 errichtete Canto-Resende-Denkmal gedenkt an den Portugiesen Artur do Canto Resende, der 1944 in einem japanischen Internierungslager starb.
Mehrmals wurden im Jardim Farol nationale, traditionell-religiöse Zeremonien durchgeführt. 2006 wurde eine Zeremonie zur Rückführung von heiligen Waffen durchgeführt, die während der indonesischen Besatzung (1975–1999) aus den traditionellen Reliquienhäusern (tetum Uma Lulik) gebracht worden waren. 2019 wurde hier ein Ai To’os zum Schutz des Landes aufgestellt.